# Кейп-Рейс
Кейп-Рейс (англ. Cape Race) — мыс, расположенный на острове Ньюфаундленд, в юго-восточной части полуострова Авалон. Считается, что название произошло от португальского Raso (пустыня). На географических картах мыс впервые появился в XVI веке.

## География
Густой туман, скалистые берега и близость к судоходным путям привели к тому, что у мыса на протяжении многих лет происходили кораблекрушения. Самой известной стала гибель колесного парохода SS Arctic, затонувшего в сентябре 1854 года. Сам мыс представляет собой открытое ветрам плато, скалы которого возвышается над водой на высоту 30 метров. В среднем местность окутана туманом 158 дней в году.

## История
В 1856 году по инициативе Trinity House на мысе был построен маяк. В 1907 году чугунная башня была заменена на железобетонную. В 1904 году на мысе была установлена первая ретрансляционная станция беспроводного телеграфа. В ночь гибели Титаника радист Джек Филиппс отправлял на станцию частные телеграммы.

## Кораблекрушения
- 27 апреля 1863 года: Пароход SS Anglo-Saxon в тумане наскочил на скалы и затонул. Погибло 238 человек.
- 6 сентября 1909 года: Столкновение пароходов SS Laurentian и Polynesian. В инциденте никто не погиб.
- 21 мая 1923 года: Пароход SS Corsican напоролся на скалы.